# Oxytropis caputoi
Oxytropis caputoi là một loài thực vật có hoa trong họ Đậu. Loài này được Moraldo & la Valva miêu tả khoa học đầu tiên.